# The Real Ghostbusters
The Real Ghostbusters ist eine in den Jahren 1986 bis 1991 produzierte US-amerikanische Zeichentrickserie, die auf dem Spielfilm Ghostbusters – Die Geisterjäger aus dem Jahr 1984 basiert. Zahlreiche Merchandising-Artikel wie zum Beispiel Action-Figuren und Fahrzeuge sind dazu erschienen. Im Jahr 1997 entstand die Nachfolgeserie Extreme Ghostbusters.
In The Real Ghostbusters hat es die bereits aus den beiden Spielfilmen bekannte Truppe mit den verschiedensten paranormalen Fällen zu tun.

## Inhalt
Dr. Peter Venkman, Dr. Raymond „Ray“ Stantz, Dr. Egon Spengler und Winston Zeddemore führen eine Geisterjägeragentur in New York. In der Agentur arbeitet auch die Sekretärin Janine Melnitz. Außerdem wohnt der harmlose Geist Slimer bei ihnen.
Die vier Geisterjäger erhalten vielfältige Aufträge und treffen dabei auf allerlei übernatürliche Erscheinungen; so ist neben Geistern unter anderem der „Böse Mann“ in zwei Folgen das Thema.

## Produktion und Veröffentlichung
Die Serie wurde in den Jahren 1986 bis 1991 von DiC Entertainment und Columbia Pictures Television produziert. Regie führten Masakazu Higuchi und Art Vitello. Die ersten 78 Folgen entstammen aus der Feder von J. Michael Straczynski, der später durch die Sci-Fi-Fernsehserie Babylon 5 große Bekanntheit erlangte.
Um Verwechslungen mit der Zeichentrickserie Ghostbusters von Filmation zu vermeiden, wurde der Titel um „The Real“ ergänzt. Im Jahr 1988 wurde ab der vierten Staffel (Folge 92) der Titel in Slimer! And The Real Ghostbusters umbenannt und einige Änderungen vorgenommen: Slimer tritt nun bei der Handlung mehr im Vordergrund auf und kann sprechen. Die Serie wurde in den USA vom 13. September 1986 bis zum 22. Oktober 1991 in insgesamt sieben Staffeln von ABC und Regionalsendern ausgestrahlt.
Die Serie wurde unter anderem auch ins Deutsche, Französische, Italienische und Spanische übersetzt. Außerdem erschien die komplette Serie auf DVD in den USA und die erste Staffel in Großbritannien und Deutschland.

## Slimer!
Die Ableger-Serie Slimer! entstand mit 13 Episoden im Jahr 1988, da die Figur des Slimer bei den ganz jungen Real-Ghostbusters-Fans immer beliebter wurde. Fortan lief The Real Ghostbusters im Doppelpack mit dieser kurzlebigen Trickserie, die Slimer in den Mittelpunkt stellt. Der Zeichenstil und die Geschichten wurden dabei möglichst simpel gehalten. Herausgekommen ist eine Art Tom und Jerry mit einem  Gespenst. Schließlich wurde dieser Ableger eingestellt, während die Serie The Real Ghostbusters noch für ein weiteres Jahr produziert wurde.

## The Real Ghostbusters in Deutschland
21 Episoden aus der ersten und zweiten Staffel wurden zunächst für die Veröffentlichung auf VHS in Hamburg synchronisiert und durch RCA – Columbia Pictures International Video in Deutschland veröffentlicht. Die Serie erschien in verschiedenen Auflagen.
Ab 1989 wurde die Serie erstmals von Sat.1 im TV ausgestrahlt. Die bereits vorhandene VHS-Synchronfassung wurde verworfen und sämtliche Folgen bei Magma Synchron in Berlin bearbeitet. Sämtliche Sprecher wurden neu besetzt und die Dialogbücher für alle Folgen wurden neu geschrieben. Sat.1 zeigte alle Folgen der ersten vier Staffeln jeweils freitags im Kinderprogramm gegen 14 Uhr. Im Jahr 1992 wechselte die Serie ins Samstagmorgenprogramm von ProSieben, wo nach der Wiederholung aller Sat.1-Episoden auch die restlichen, in Deutschland noch ausstehenden, Episoden der Serie gezeigt wurden.
Im Jahr 2017 wurde die Serie bei Netflix veröffentlicht, wobei man sieben Folgen der fünften Staffel erneut synchronisierte, da diese in der falschen Aufnahmegeschwindigkeit synchronisiert wurden. Dieser Fehler war für die DVD-Veröffentlichung 2016 bereits behoben worden.

## Synchronisation
Studio Hamburg Synchron erstellte die erste Synchronfassung von 21 Folgen für die VHS-Veröffentlichung.
Die deutsche TV-Synchronfassung wurde von der Magma Synchron GmbH in Berlin aufgenommen. Rebecca Völz schrieb das Dialogbuch für die gesamte Serie. Die Synchronregie oblag in den ersten 64 Folgen Joachim Kunzendorf; ab Folge 65 führte Rebecca Völz auch Regie.
Die Netflix-Neusynchronisation von sieben Folgen der fünften Staffel übernahm Studio Hamburg Synchron unter der Dialogregie von Robin Brosch.
| Rolle                               | Originalsprecher   | deutscher Sprecher       | Auftritt                                                   |
| Die Geisterjäger                    | Die Geisterjäger   | Die Geisterjäger         | Die Geisterjäger                                           |
| ----------------------------------- | ------------------ | ------------------------ | ---------------------------------------------------------- |
| Dr. Peter Venkman                   | Lorenzo Music      | Michael Harck            | dt. Videosynchronfassung                                   |
| Dr. Peter Venkman                   | Lorenzo Music      | Stefan Krause            | Staffel 1 und 2                                            |
| Dr. Peter Venkman                   | Dave Coulier       | Stefan Krause            | Staffel 3 bis 7                                            |
| Dr. Peter Venkman                   | Dave Coulier       | Jacob Weigert            | Netflix-Fassung Staffel 5                                  |
| Dr. Egon Spengler                   | Maurice LaMarche   | Holger Mahlich           | dt. Videosynchronfassung                                   |
| Dr. Egon Spengler                   | Maurice LaMarche   | Benjamin Völz            | Staffel 1 bis 7                                            |
| Dr. Egon Spengler                   | Maurice LaMarche   | Robin Brosch             | Netflix-Fassung Staffel 5                                  |
| Dr. Raymond „Ray“ Stantz            | Frank Welker       | Rainer Schmitt           | dt. Videosynchronfassung                                   |
| Dr. Raymond „Ray“ Stantz            | Frank Welker       | Oliver Rohrbeck          | Staffel 1 bis 7                                            |
| Dr. Raymond „Ray“ Stantz            | Frank Welker       | Patrick Stamme           | Netflix-Fassung Staffel 5                                  |
| Winston Zeddemore                   | Arsenio Hall       | Lutz Schnell             | dt. Videosynchronfassung Folge 1 bis 3                     |
| Winston Zeddemore                   | Arsenio Hall       | Andreas von der Meden    | dt. Videosynchronfassung Folge 4 bis 21                    |
| Winston Zeddemore                   | Arsenio Hall       | Nicolas Böll             | Staffel 1 bis 3                                            |
| Winston Zeddemore                   | Buster Jones       | Nicolas Böll             | Staffel 4 bis 7                                            |
| Winston Zeddemore                   | Buster Jones       | Tobias Schmidt           | Netflix-Fassung Staffel 5                                  |
| Angestellte, Verwandte und Freunde  |                    |                          |                                                            |
| Janine Melnitz                      | Laura Summer       | Astrid Kollex            | dt. Videosynchronfassung                                   |
| Janine Melnitz                      | Laura Summer       | Dorette Hugo             | Staffel 1 und 2                                            |
| Janine Melnitz                      | Kath Soucie        | Dorette Hugo             | Staffel 3 und 4                                            |
| Janine Melnitz                      | Kath Soucie        | Miriam Behpour           | Staffel 5 bis 7                                            |
| Janine Melnitz                      | Kath Soucie        | Leoni Kristin Oeffinger  | Netflix-Fassung Staffel 5                                  |
| Louis Tully                         | Roger Bumpass      | Peter Flechtner          | Staffel 5 und 6                                            |
| Louis Tully                         | Roger Bumpass      | Jesse Grimm              | Netflix-Fassung Staffel 5                                  |
| Jim Venkman                         | Lorenzo Music      | Lothar Grützner          | dt. Videosynchronfassung                                   |
| Jim Venkman                         | Lorenzo Music      | Friedrich Georg Beckhaus | Das zweite Bermuda-Dreieck                                 |
| Jim Venkman                         | Lorenzo Music      | Wolfgang Völz            | Das achte Weltwunder                                       |
| Jim Venkman                         | Dave Coulier       | Wolfgang Völz            | Der Schatz von Sierra Tamale                               |
| Cyrus Spengler                      | Peter Cullen       | Wolf Frass               | dt. Videosynchronfassung                                   |
| Cyrus Spengler                      | Peter Cullen       | Jochen Schröder          | Der ungläubige Onkel Cyrus                                 |
| Katherine Spengler                  | Rose Marie         | Sigrid Lagemann          | Die Alptraumhochzeit und Besuch in Ghostworld              |
| Tante Lois                          | Marilyn Lightstone | Ursula Vogel             | dt. Videosynchronfassung                                   |
| Tante Lois                          | Marilyn Lightstone | Christel Merian          | Tante Lois und der Scharlatan                              |
| Samantha Stantz                     | n. a.              | Maud Ackermann           | Auf dem Land da ist es schön                               |
| Edward Zeddemore                    | Roscoe Lee Browne  | Harald Dietl             | Das Land der verlorenen Gegenstände                        |
| Elaine Phermon                      | Sara Ballantine    | Carolin van Bergen       | Der furchtbare Flügelpuma                                  |
| Bürgermeister Lenny Clotch          | Frank Welker       | Harald Pages             | dt. Videosynchronfassung                                   |
| Bürgermeister Lenny Clotch          | Frank Welker       | K.H. Danowski            | Auf den Hund gekommen                                      |
| Bürgermeister Lenny Clotch          | Frank Welker       | Joachim Röcker           | 100.000 Millionen Slimer                                   |
| Bürgermeister Lenny Clotch          | Frank Welker       | Gerd Holtenau            | Die Boten des Todes                                        |
| Bürgermeister Lenny Clotch          | Hal Smith          | Lothar Mann              | Lord Kildarbys Vogel                                       |
| Bürgermeister Lenny Clotch          | Buster Jones       | Dieter Kursawe           | Der Geist der nicht verlieren konnte                       |
| Paranormale Wesen                   |                    |                          |                                                            |
| Slimer                              | Frank Welker       | Frank Welker             | dt. Videosynchronfassung                                   |
| Slimer                              | Frank Welker       | Wilfried Herbst          | Staffel 1 bis 7                                            |
| Slimer                              | Frank Welker       | Patrick Bach             | Netflix-Fassung Staffel 5                                  |
| Marshmallow Geist                   | Frank Welker       | Marlin Wick              | Der ungläubige Onkel Cyrus                                 |
| Marshmallow Geist                   | Frank Welker       | Hans-Helmut Müller       | Die Boten des Todes und Eine Hand wäscht die andere        |
| Killerwatt                          | James Avery        | Heinz Theo Branding      | New York hat Stromausfall                                  |
| Der böse Mann                       | Frank Welker       | Jürgen Kluckert          | Angst vor dem bösen Mann und Die Rückkehr des bösen Mannes |
| Sandmann                            | Frank Welker       | Klaus Miedel             | Hier kommt der Sandmann!                                   |
| Sam Hain                            | Bill Martin        | Arnold Marquis           | Die Geister der Nacht                                      |
| Sam Hain                            | Bill Martin        | Hans W. Hamacher         | Die Nacht der Kürbisköpfe                                  |
| Genie                               | Charles Adler      | Wolfgang Spier           | Janine und die Wunderlampe                                 |
| Proteus                             | Frank Welker       | Martin Schmitz           | Janine, die Geisterjägerin                                 |
| Captain Jack Higgins                | Jack Angel         | Gottfried Kramer         | dt. Videosynchronfassung                                   |
| Captain Jack Higgins                | Jack Angel         | Joachim von Ulmann       | Das unheimliche Gespensterschiff                           |
| Dib Devlin                          | n. a.              | Christian Rode           | Wettstreit mit dem Teufel                                  |
| Meister der Schatten                | William Marshall   | Raimund Krone            | Wer ist wer?                                               |
| Grundel                             | Neil Ross          | Klaus Miedel             | Der Grundel                                                |
| Schurken, Betrüger und Antagonisten |                    |                          |                                                            |
| Jeremy                              | Frank Welker       | Dieter B. Gerlach        | dt. Videosynchronfassung                                   |
| Jeremy                              | Frank Welker       | Mathias Einert           | Was ist Ragnarock?                                         |
| Dr. Bassingame                      | Maurice LaMarche   | Henry König              | dt. Videosynchronfassung                                   |
| Dr. Bassingame                      | Maurice LaMarche   | Friedrich Georg Beckhaus | Tante Lois und der Scharlatan                              |
| Dr. Bassingame                      | Maurice LaMarche   | Detlef Bierstedt         | Das achte Weltwunder                                       |
| Mr. Tummel                          | Frank Welker       | Helmut Heyne             | Tummel und das Jenseits                                    |
| Ganovenlord                         | Hamilton Camp      | Eckart Dux               | dt. Videosynchronfassung                                   |
| Ganovenlord                         | Hamilton Camp      | Jürgen Thormann          | Die Ganovenjäger                                           |
| Lieutenant Frump                    | Maurice LaMarche   | Heinz Theo Branding      | Der kopflose Motorradgeist                                 |
| Lieutenant Frump                    | Maurice LaMarche   | Tom Deininger            | Auf den Hund gekommen                                      |
| Lieutenant Frump                    | Maurice LaMarche   | Detlef Bierstedt         | Greta, die geplatzte Heuschrecke                           |
| Sandy Van Sanders                   | Charles Adler      | Stephan Rabow            | Egon, der Schreckliche                                     |
| Helen Schreck                       | Laura Summer       | Marianne Lutz            | Egon, der Schreckliche                                     |
| Walter Peck                         | Frank Welker       | Uwe Büschken             | Slimer schleimt sich durch                                 |

## Deutsche Heimvideoveröffentlichungen
1989 wurden 21 Folgen auf mehreren VHS-Kassetten durch RCA – Columbia Pictures International Video veröffentlicht. 2009 folgte die komplette erste Staffel auf DVD mit der TV-Synchronfassung durch Sony Pictures Home Entertainment. Im Jahr 2016 veröffentlicht Turbine Medien die komplette Serie in 2 Boxen auf DVD. Die ersten 78 Folgen der Serie in Box 1 (am 15. Juli 2016) und die restlichen 56 Folgen in Box 2 (am 30. September 2016). Für die 21 Folgen, die 1989 auf VHS veröffentlicht worden waren, bot man zusätzlich die alte Synchronfassung an. Sämtliche Folgen erschienen außerdem in einer Box mit 21 DVDs bzw. mit drei Blu-ray-Discs (allerdings auch dort in der gleichen SD-Auflösung wie auf den DVDs).

## Adaptionen
Zur Serie erschienen mehrere Computerspiele, siehe bei Ghostbusters-Spiele. In den Jahren 1989 bis 1990 erschienen bei Karussell unter dem Titel Die echten Ghostbusters – Das Original zur Fernseh-Serie 30 Hörspiel-Kassetten mit je zwei Erzählungen pro Kassette. Der Soundtrack erschien ebenso auf MC.
Außerdem erschien 1990 Das große Buch über Ghostbusters von Lars Uwe Höltich, ISBN 3-927801-06-2. Seit 2006 wird mit The Real Ghostbusters  ein Comic-Re-Print von Titan-UK veröffentlicht. Bisher erschienen A Hard Days Fright, Who You Gonna Call, Which Witch Is Which und This Ghost Is Toast; alle Taschenbücher enthalten mehrere Geschichten.